# Pia Skagermark
Pia Maria Skagermark, född 7 april 1961 i Kungsholms församling, Stockholm, är en svensk journalist och tidigare skådespelerska.
Skagermark hade olika filmroller under åren 1970 till 1987.
Skagermark har länge varit verksam som journalist vid Dagens Nyheter (DN). Hon var DN:s redaktionschef under chefredaktörerna Jan Wifstrand och Thorbjörn Larsson, och efterträddes 2009 av Åsa Tillberg. Hon var därefter utrikeschef och utsågs 2013 att leda en DN-satsning på mer agendasättande journalistik. Sedan 2016 är hon samhällschef på Dagens Nyheter.
1997 tilldelades hon Stora journalistpriset tillsammans med Ola Sigvardsson med motiveringen "För deras artikelserie om hur kommunernas ekonomiska prioriteringar drabbar skolundervisningens kvalitet." Samma år tilldelades Skagermark och Sigvardsson Guldspaden för samma artikelserie.
Skagermark är gift med journalisten Peter Kadhammar. De träffades när Skagermark var praktikant vid Gefle Dagblad, där Kadhammar då var lokaredaktör.

## Filmer i urval
- Den vita stenen (TV-serie, 1973) - Solbritt
- Victoria (1979) - Camilla